# Isus (Animalia)
Isus, rod kukaca porodice Curculionidae (pipe) iz reda kornjaša Coleoptera. Ovaj rod pripada tribusu Cryptorhynchini a sastoji se od dvije vrste, Isus m-nigrum Champion, 1906 iz Kostarike i Paname i Isus nodulosus Hustache, 1930, na nekim otocima Guadeloupe i Martinique u Malim Antilima.